# Sicilské hrabství
Sicilské hrabství (normansky Counté de Cesile, italsky Contado di Sicilia, sicilsky Cuntia di Sicilia), též hrabství Sicílie a Kalábrie, byl středověký státní útvar založený Normany na dřívějším území jimi dobytého Sicilského emirátu. Tento stát existoval v letech 1071 až 1130 a po získání vévodství Apulie a Kalábrie sicilským vládcem Rogerem II. se stal základem nově vzniklého Sicilského království.

## Historie

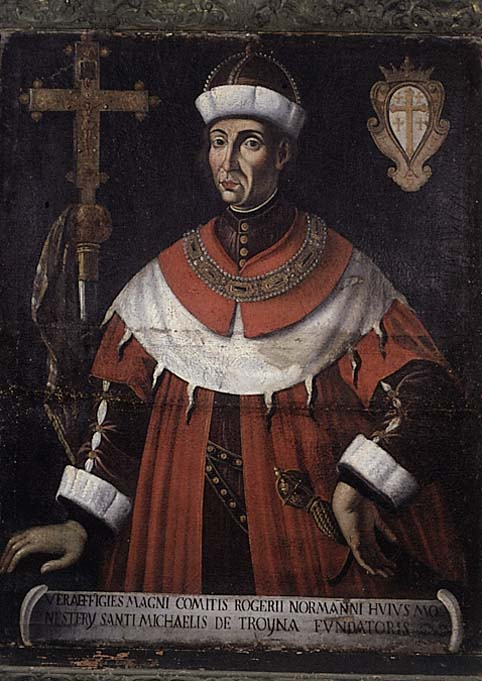
Bratr Roberta Guiscarda a první sicilský hrabě Roger I.

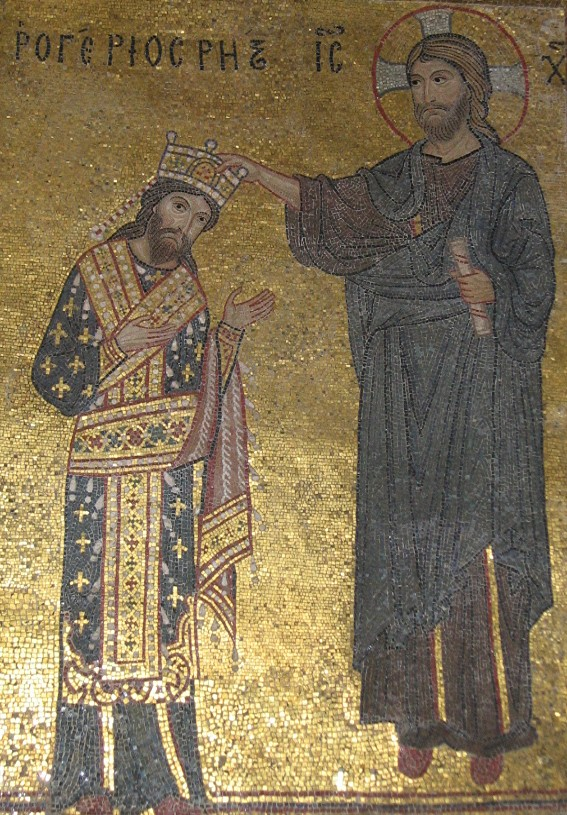
Roger II., sicilský hrabě a později král, na mozaice z Palerma, sídelního města sicilských hrabat

Hrabství se začalo formovat během dobývání Sicilského emirátu křesťanskými Normany v letech 1061 až 1091. Bylo vytvořeno Robertem Guiscardem roku 1071 pro jeho mladšího bratra Rogera Bossu. Sám Guiscard však získal titul vévody sicilského, a to již roku 1059 od papeže Mikuláše II. jako výzvu k dobytí Sicílie z rukou muslimů. Roku 1061 byl učiněn první trvalý zábor, jímž bylo město Messina. O deset let později pak padlo Palermo, bývalé sídelní město emirátu a zároveň budoucí hlavní město hrabství. Guiscard předal Rogerovi plnou moc nad ostrovem a pro sebe si ponechal polovinu města Palerma, dále Messinu a Val Demone. Roger si měl dále moc nad ostrovem podržet, přičemž mu byly přisouzeny i další zábory, které uskutečnil Robert. Samotný proces získání Sicílie byl završen dobytím Nota v únoru roku 1091. Dobývání Malty začalo o něco později téhož roku a bylo dokončeno vyhnáním arabských místodržících téměř o třicet let později (1127).
Robert Guiscard zanechal Rogera v nejasném vztahu vůči Robertovým nástupcům ve vévodství Apulie a Kalábrie. Během vlády Rogera II. Sicilského a Viléma II., vévody z Apulie, vypukl mezi oběma normanskými vládci konflikt. Díky zprostředkování papeže Kalixta II. a výměnou za pomoc proti Jordanovi z Ariana (1121) se rozhodl bezdětný Vilém postoupit Rogerovi všechna sicilská území a zároveň ho jmenovat za svého dědice. Po Vilémově smrti roku 1127 zdědil Roger i pevninské vévodství. O tři roky později pak spojil všechny země do jednoho státu zvaného Sicilské království.

## Seznam hrabat
- Roger I. (1071–1101)
- Šimon (1101–1105)
- Roger II. (1105–1130)